# ولاية بومباي

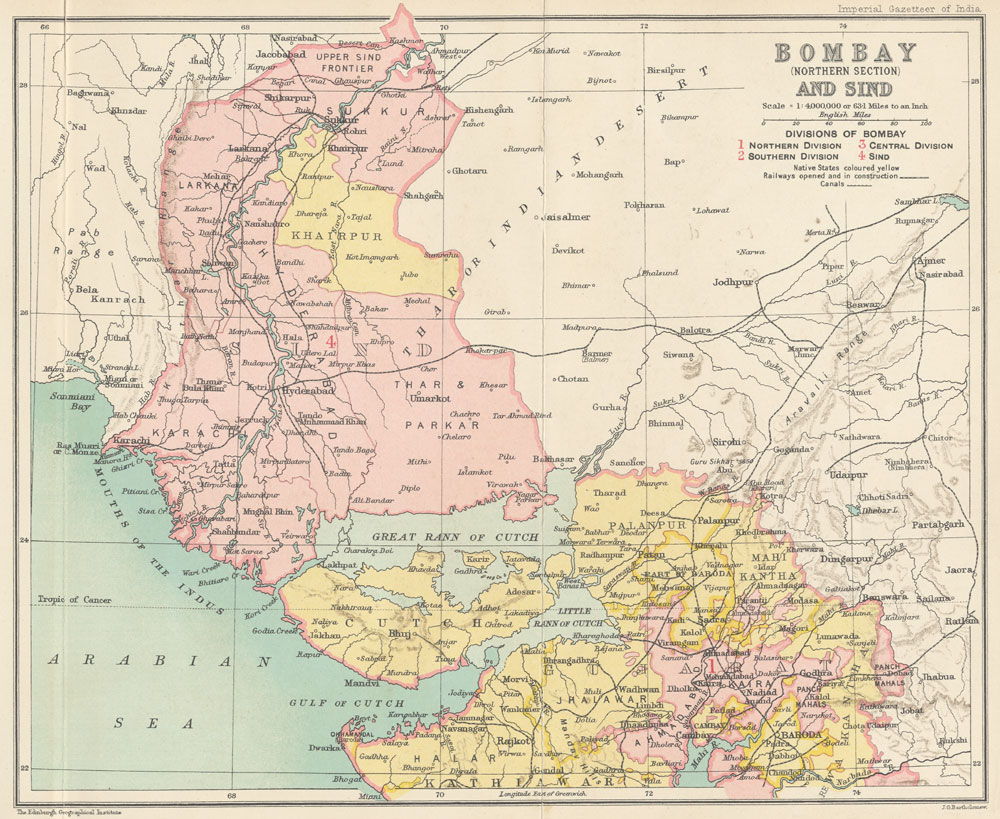
رئاسة بومباي عام 1909، الجزء الشمالي

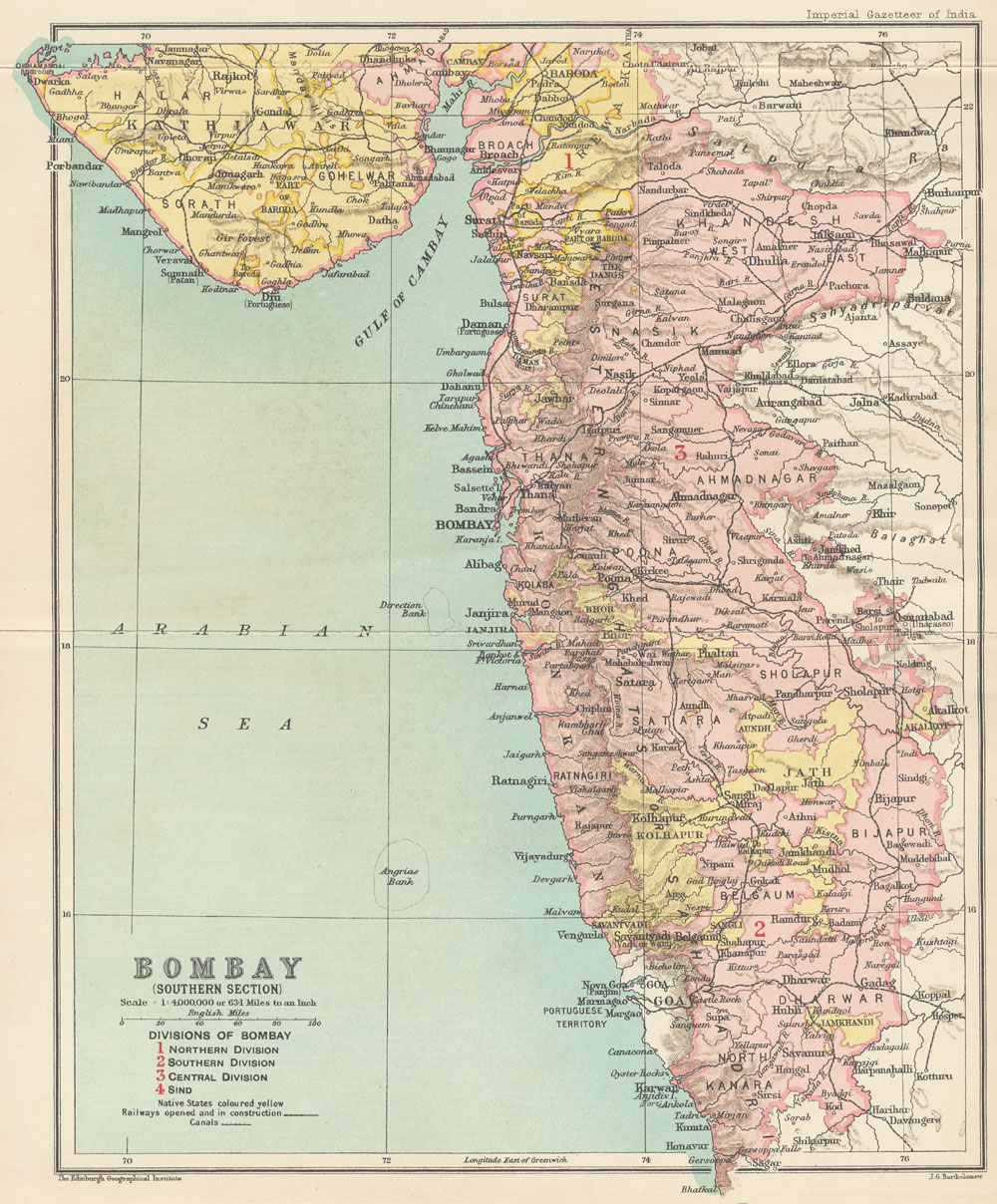
رئاسة بومباي عام 1909، الجزء الجنوبي

ولاية بومباي هي إحدى الولايات الهندية الكبرى التي تأسست عام 1950 من إقليم بومباي السابق، حيث ضُمت مناطق أخرى لها في السنوات التالية. دمجت رئاسة بومباي (التي تعادل تقريبًا مساحة ولاية ماهاراشترا الهندية الحالية، باستثناء ماهاراشترا الجنوبية وفيداربها ) مع الولايات الأميرية بارودا والهند الغربية وكجرات (ولاية كجرات الهندية الحالية) وولايات ديكان (التي شملت أجزاء من ولايتي ماهاراشترا وكارناتاكا الهنديتين الحاليتين).
في 1 نوفمبر 1956، أعيد تنظيم ولاية بومباي بموجب قانون إعادة تنظيم الولايات على أساس لغوية، واستوعبت أقاليم مختلفة بما في ذلك ولايتي سوراشترا وكوتش، والتي لم تعد موجودة. وفي 1 مايو 1960، حُلت ولاية بومباي فيما بعد وانقسمت على أساس اللغة إلى ولايتي كجرات، التي تتحدث اللغة الكجراتية وماهاراشترا، مع السكان الناطقين باللغة المراثية.

## تاريخها
خلال الحكم البريطاني، كانت أجزاء من الساحل الغربي للهند تقع تحت سيطرة الحكم البريطاني مباشرة بما في ذلك جزءًا من ولاية بومباي. بعد استقلال الهند في عام 1947 عندما قُسمت الهند، بقيت ولاية بومباي جزءًا من الهند، بينما أصبحت مقاطعة السند جزءًا من باكستان. أُعيد هيكلة الأراضي التي بقيت تحت سيطرة الهند لتكون تحت اسم ولاية بومباي عندما أصبحت الهند جمهورية في عام 1950. وشملت الدولة الأميرية مثل كولهابور في الديكان، وبارودا والدانغس في كجرات، والتي كانت سابقًا جزءًا من وكالة دول الديكان ووكالة بارودا وغرب الهند وكجرات.